# Anna Haslam
Anna Haslam, född 1829, död 1922, var en irländsk kvinnorättsaktivist, som tillhörde de främsta i den irländska kvinnorätts- och rösträttskampen i slutet av 1800- och början av 1900-talet. 
Hon grundade rösträttsföreningen Dublin Women's Suffrage Association (1876) och kämpade för kvinnlig rösträtt fram till dess införande (1918), genomdrev kvinnors valbarhet till fattigvårdsstyrelser (1896), och bekämpade Contagious Diseases Acts om reglementerad prostitution tills denna upphörde (1886). Hon var gift med läraren, författaren och kväkaren Thomas Haslam, som stödde hennes engagemang och själv var aktiv för jämlikhet mellan könen. 